# Zombie express 2: Półwysep
Zombie express 2: Półwysep (hangul: 반도 Bando) – południowokoreański dreszczowiec z 2020 roku. Został wyreżyserowany przez Yeon Sang-ho, a w rolach głównych wystąpili: Gang Dong-won, Lee Jung-hyun oraz Lee Re. Miał swoją premierę 15 lipca 2020 roku. Film jest kontynuacją Zombie express z 2016 roku.
Film miał zostać zaprezentowany podczas 73. Międzynarodowego Festiwalu Filmowego w Cannes, który został odwołany z powodu pandemii COVID-19. Ostatecznie film został zaprezentowany na Międzynarodowym Festiwalu Filmowym w Pusan 21 października 2020 roku.
Film został wydany 15 lipca 2020 roku w Korei Południowej.

## Obsada
- Gang Dong-won jako Jung-seok
- Lee Jung-hyun jako Min-jung
- Lee Re jako Jooni
- Kwon Hae-hyo jako Starszy Kim
- Kim Min-jae jako Hwang, sierżant pierwszego stopnia
- Koo Kyo-hwan jako kapitan Seo
- Kim Do-yoon jako Chul-min
- Jang So-yeon jako siostra Jung-Seoka
- Lee Ye-won jako Yu-jin
- Moon Woo-jin jako Dong-hwan
- Kim Kyu-baek jako szeregowiec Kim
- Bella Rahim jako major Jane

## Odbiór
Z dniem 12 listopada 2020 roku box office filmu wyniósł 42,7 mln dolarów.

## Nagrody i nominacje
| Rok  | Nagroda                    | Kategoria                      | Nagrodzony                              | Rezultat  | Źródło      |
| ---- | -------------------------- | ------------------------------ | --------------------------------------- | --------- | ----------- |
| 2021 | 26. Chunsa Film Art Awards | Najlepszy reżyser              | Yeon Sang-ho                            | Nominacja | [ 7 ] [ 8 ] |
| 2021 | 26. Chunsa Film Art Awards | Najlepszy aktor drugoplanowy   | Koo Kyo-hwan                            | Nominacja | [ 7 ] [ 8 ] |
| 2021 | 26. Chunsa Film Art Awards | Najlepsza aktorka drugoplanowa | Lee Re                                  | Nominacja | [ 7 ] [ 8 ] |
| 2021 | 26. Chunsa Film Art Awards | Najlepszy aktor                | Kim Do-yoon                             | Nominacja | [ 7 ] [ 8 ] |
| 2021 | 26. Chunsa Film Art Awards | Best Technical Award           | Lee Mok-won, Yoo Chung, Park Joon-young | Wygrana   | [ 7 ] [ 8 ] |